# Shigeru Miyamoto
Shigeru Miyamoto (japanski: 宮本 茂, Hepburn: Miyamoto Shigeru; Sonobe, Japan, 16. studenog 1952.) japanski je dizajner videoigara, producent i direktor za videoigre u Nintendu, gdje služi kao jedan od njegovih predstavnika direktora kao izvršni direktor od 2002. godine. Široko je cijenjen kao jedan od najuspješnijih i najutjecajnijih dizajnera videoigara i tvorac je nekih od najhvaljenijih i najprodavanijih franšiza igara svih vremena, uključujući Super Mario, Legenda o Zeldi, Donkey Kong, Star Fox i Pikmin. Prodano je više od milijardu primjeraka videoigara u kojima se pojavljuju Miyamotove franšize.
Rođen je u gradu Sonobeu u prefekturi Kyoto i diplomirao je na Općinskom fakultetu industrijske umjetnosti Kanazawa. Prvotno je pokušavao započeti karijeru crtača mangi, a kasnije se počeo zanimati za video igre. Uz pomoć svog oca pridružio se Nintendu 1977. godine nakon što je svojim igračkama impresionirao predsjednika Hiroshija Yamauchija. Pomogao je u grafičkom dizajniranju arkadne videoigre Sheriff, a kasnije je dobio zadatak da stvori novu arkadnu igru, iz čega je 1981. godine proizašao Donkey Kong.
Miyamotove igre Super Mario Bros. (1985.) i Legenda o Zeldi (1986.) pomogle su Nintendo Entertainment Systemu da dominira tržištem igraćih konzola. Njegove igre bile su perjanice svake Nintendove konzole za video igre, od arkadnih strojeva kasnih 1970-ih godina do danas. Vodio je Nintendov odjel za analizu i razvoj softvera za zabavu, koji je razvio mnoge Nintendo igre, a igrao je i važnu ulogu u stvaranju drugih utjecajnih igara kao što su Pokémon Red and Blue (1996.) i Metroid Prime (2002.). Nakon smrti predsjednika Nintenda Satorua Iwate u srpnju 2015., Miyamoto je postao vršitelj dužnosti predsjednika uz Genya Takedu sve dok nije formalno imenovan "kreativnim suradnikom" nekoliko mjeseci kasnije.